# Cecilio Guzmán de Rojas
Cecilio Guzmán de Rojas, (Potosí, 24 de octubre de 1900 - La Paz, 14 de febrero de 1950) fue un pintor indigenista boliviano de la primera mitad del siglo XX.

## Biografía
Cecilio Guzmán de Rojas nació en la ciudad de Potosí el año 1900. Su padre fue el cochabambino Cecilio Guzmán (Blanco) Martínez (hijo de Benjamín Guzmán y Manuela Martínez), profesor de castellano, y su madre Justa Rojas (hija de Eusebio Rojas y Margarita Guzmán), especialmente aficionada a la pintura  —casados el 2 de febrero de 1894 en la iglesia de San Ignacio de Loyola en Cercado, Cochabamba, Bolivia—. Creció y realizó sus primeros estudios en las aulas del Colegio Nacional Pichincha de Potosí. La familia se trasladó a Cochabamba cuando él tenía 12 años recibiendo entonces su primera formación artística de la mano de los maestros Avelino Nogales y Georges Mattewie.
En 1919 decidió viajar a Europa y con el apoyo de su familia llegó a España logrando una beca del gobierno español para completar sus estudios en la Academia de San Fernando de Madrid. Allí estudió con Julio Romero de Torres quien lo introdujo en el costumbrismo, modernismo y decó y fue especialmente importante en su obra. También coincidió con José Moreno Carbonero y Manuel Benedito. Al finalizar su curso, lo apoyaron y escribieron al entonces presidente de Bolivia, Hernando Siles, señalando que Guzmán Rojas era “uno de los valores más sobresalientes de ese culto país. Inteligente artista que, en repetidas exposiciones nacionales en España, ha sobresalido grandemente”. En España permaneció una década.
Guzmán prosiguió sus estudios en la Escuela de Artes y Oficios de París. Por entonces en ese país ya se manifestaban las tendencias “fauves”, y Guzmán de Rojas practicó también la pintura “impresionista” y “cubista”.
En 1929 regresó a su país y se hizo cargo de la Academia de Bellas Artes Hernando Siles en La Paz trabajando en la defensa del patrimonio artístico boliviano y la catalogación y restauración de obras de arte. En este campo tuvo una destacada participación, lo que le permitió acceder más adelante a una beca del Consejo Británico para estudiar en Londres esa especialidad. 
En 1932 desempeñó el cargo de director general de Bellas Artes (1932) y de profesor de la Escuela de Artes y Oficios de Potosí, donde también fundó el Museo de Arte Retrospectivo.
La Guerra del Chaco lo dejó especialmente marcado y fue clave en la obra de Guzmán de Rojas. Estuvo en el fortín Ballivián, a orillas del río Pilcomayo donde trabajó durante siete meses con unos 300 apuntes, dibujos, acuarelas y óleos mostrando la desgracia del soldado. Denunciando el sufrimiento y la agonía como un alegato en contra de la guerra su trabajo fue expuesto en junio de 1935 en Buenos Aires, durante la firma del Tratado de Paz entre Bolivia y Paraguay. 
En 1946 regresó a Europa invitado por el British Council de Londres para realizar estudios de restauración de obras de arte. Al año siguiente recibió la orden del entonces presidente Hernando Siles para crear el Museo de Arte Retrospectivo de Moneda. 
Sus últimos años los pasó en Bolivia dedicado al estudio y experimentación de técnicas de pintura. Trabajó las técnicas del óleo sobre lienzo, témpera, acuarela, pastel, aguafuerte, grabado, dibujo y técnicas mixtas experimentales. Realizó varias exposiciones en su país, en España, Chile, Argentina y en los Estados Unidos. 
El 14 de febrero de 1950 a los 49 años de edad decidió ponerle fin a su vida. La prensa del 16 de febrero informó sobre el hallazgo de su cadáver en el valle de Llojeta, al sur de La Paz, un lugar que lo había atraído intensamente y que había perpetuado en sus lienzos. 
Fue honrado con exposiciones retrospectivas en los años 1970 y 1981.
Su esposa fue María Luisa Riskowsky, nacida también en Potosí. Tuvieron dos hijos, Iván y Enrique. Además de castellano hablaba quechua, aimara, catalán, francés e inglés.

## Obra
Su pintura se caracteriza por el realce de los rasgos indígenas en sus cuadros, muestra de lo cual puede verse en sus obras El triunfo de la naturaleza (Museo Nacional de Arte, La Paz) y El beso del ídolo (Casa de la Moneda, Potosí). Otros de sus cuadros famosos son Fruta paceña y Poemas de raza. En su carrera trabajó la composición estructural y la estilización cercana al cubismo. Tras una etapa expresionista en la que prevalece la representación del indio -propia de la época de la Guerra del Chaco (1932-35)-, volvió a su característica paisajista andina. Fue el pintor más influyente entre sus coetáneos, y su importancia todavía persiste. En la corriente indigenista por él inaugurada sobresalen Jorge de la Reza (1901-1958), Jenaro Ibáñez (1903-1982) y Mario Illanes (1900-1960).